# アクアリウス (犬種)
アクアリウス（ラテン語：Aquarius）は、イギリスで水汲みに使われていた大型犬。1576年に出版された書物の中に「ラテン語でアクアリウス、英語ではウォーター・ドローワーと呼ばれている」等と記されているが、車輪を回転させて水を汲んだという使役目的以外の詳細は不明である。